# Ослеидис Менендез
Ослеидис Менендез (шп. Osleidys Menéndez; Марта, 14. новембар 1979) је кубанска атлетичарка која се такмичи у бацању копља. Она је бивши светски рекордер у бацању копља са 71,70 метара постигнутих на Светском првенству 2005. у Хелсинкију.

## Успеси
- Јуниорска првакиња света 1996. и 1998.

- бронзана медаља - Летње олимпијске игре 2000. 66,18
- златна медаља - Летње олимпијске игре 2004. 77,53

- златна медаља - Светско првенство у атлетици 2001. 69,53
- златна медаља - Светско првенство у атлетици 2005. 71,70

## Светски рекорди
- 71,54  2001. Ретимно
- 71,70  2005. Хелсинки